# China Gate
China Gate – bollywoodzki dramat z 1998 roku w reżyserii Rajkumar Santoshi, autora Halla Bol, Lajja, The Legend of Bhagat Singh. Inspiracją dla filmu jest Siedmiu samurajów Akiro Kurosawy. W rolach głównych Om Puri, Naseeruddin Shah, Danny Denzongpa, Amrish Puri. Piosenkę "Chamma Chamma", w której tańczy Urmila Matondkar, wykorzystano w filmie Moulin Rouge!.

## Obsada
- Om Puri – pułkownik Krishnakant Puri
- Naseeruddin Shah – major Sarfaraz Khan
- Danny Denzongpa – major Ranjir Singh Gurung
- Mamta Kulkarni – Sandhya Rajan
- Ila Arun – p. Gopinath
- Kulbhushan Kharbanda – major Kailashnath Gupta
- Paresh Rawal – inspektor Barot
- Tinu Anand – kapitan Bijon Dasgupta (as Tinu Anand)
- Amrish Puri – pułkownik Kewal Krishan Puri
- Anupam Kher – oficer wojska Seniro
- Urmila Matondkar – tancerka

## Muzyka i piosenki
Muzykę do filmu skomponował Anu Malik, twórca muzyki do takich filmów jak:  Akele Hum Akele Tum, Chaahat, Miłość, Border, Refugee, Fiza Aśoka Wielki, Aks, LOC Kargil, Tamanna, Ishq Vishk, Murder, Fida, No Entry, Humko Deewana Kar Gaye, Zakochać się jeszcze raz,  Umrao Jaan, czy Paap. Nagroda Filmfare za Najlepszą Muzykę za Baazigar i Jestem przy tobie.
- Chamma Chamma (taniec Urmili Matondkar)
- Humko To Rehna Hai

## Nagrody
- Nagroda Filmfare za Najlepsze Dilogi – Rajkumar Santoshi i K.K. Raina